# HD 148542
HD 148542，又名CP-86 333，SAO 258751、HR 6139，是一颗恒星，视星等为6.04，位于銀經306.5，銀緯-25.4，其B1900.0坐标为赤經16h 23m 34.7s，赤緯-86° -25.4′ 43″。